# Werndorf
Werndorf est une commune autrichienne du district de Graz-Umgebung en Styrie.